# 12 км (Хабаровский край)
12 км — упразднённый в 1997 году разъезд (населённый пункт) в Амурском районе Хабаровского края России. Входил в Санболинское сельское поселение.

## География
Расположен в центральной части края, в пределах Среднеамурской низменности при остановочном пункте Разъезд № 12 железнодорожной линии Волочаевка II — Комсомольск-на-Амуре между станциями Литовко и Санболи, в межгорной речной долине (река Литовко, горы Острая в 251 м и Приречная в 101 м).

## История
Поселение железнодорожников появилось в 1958 году.
Упразднён постановлением Хабаровской краевой Думы Хабаровского края от 26.04.1997 № 98.

## Инфраструктура
Путевое хозяйство. Действует остановочный пункт Разъезд № 12.

## Транспорт
Автомобильный (просёлочная дорога) и железнодорожный транспорт.